# Знаряддя смерті: Місто кісток
«Знаряддя смерті: Місто кісток» (англ. The Mortal Instruments: City of Bones) — фентезійний пригодницький фільм 2013 року норвезького режисера Гарольда Цварта, екранізація першого роману серії «Знаряддя смерті» Кассандри Клер. Прем'єра в США відбулася 21 серпня 2013 року, в Україні — 29 серпня 2013.

## Сюжет
Клері Фрей завжди вважала себе звичайнісінькою дівчиною, поки не з'ясувалося, що вона — нащадок древнього роду Сутінкових Мисливців, таємницею касти воїнів-напівангелів, що захищають наш світ від демонів. Коли мама Клері зникає, дівчина об'єднується з Сутінковими мисливцями, щоб врятувати її. Так починається її небезпечне знайомство з іншою реальністю, в якій існують демони, маги, вампіри, перевертні та інші смертоносні істоти.

## У ролях
| В ролях               | Персонаж                                      |
| --------------------- | --------------------------------------------- |
| Лілі Коллінз          | Клариса (Клері) Фрей/Моргенштерн              |
| Джеймі Кемпбелл Бовер | Джейс Вейланд/Джонатан Моргенштерн            |
| Роберт Шіен           | Саймон Люіс, найкращий друг Клері             |
| Кевін Зегерс          | Алек Лайтвуд                                  |
| Ліна Гіді             | Джоселін Фрей/Моргенштерн, мама Клері         |
| Ейдан Тернер          | Люк Герровей/Люціан Греймарк                  |
| Кевін Дюранд          | Еміль Пангборн, поплічник Валентина           |
| Джаред Гарріс         | Ходж Старквезер, голова Інституту в Нью-Йорці |
| Джонатан Ріс-Маєрс    | Валентин Моргенштерн, противник Конклава      |
| Джеміма Вест          | Ізабель Лайтвуд                               |
| Годфрі Гао            | Магнус Бейн, Верховний маг Брукліну           |
| Сі Сі Ейч Паундер     | Мадам Доротея, сусідка Клері                  |
| Робер Має             | Семуель Блеквел, поплічник Валентина          |
| Стівен Р. Гарт        | Брат Єремія, член Братства Мовчання           |
| Еліас М'Барек         | Рафаель Сантьяго, голова клану вампірів       |

## Зйомки
Зйомки проходили з 20 серпня до 7 листопада 2012 року в Гамільтоні (Онтаріо), Торонто та Нью-Йорці.

## Відгуки
Фільм отримав негативні відгуки кінокритиків. На Rotten Tomatoes середній рейтинг склав 12 %, на Metacritic — 33 %.

## Продовження
В 2014 році, незважаючи на низькі касові збори та несприятливі відгуки критиків, планувалося вихід сиквела, який мав би носити назву «Знаряддя Смерті. Місто праху». Пізніше Кассандра Клер заявила, що продовження фільму не буде. В 2015 році стало відомо про вихід серіалу на основі книги з іншими акторами, під назвою «Сутінкові мисливці». Розробкою займається канал  Freeform. Перший сезон включає 13 серій. Дата виходу — 12 січня 2016. А вже 14 березня 2016 року стало відомо, що серіал продовжили на другий сезон. Дата виходу якого - 2 січня 2017 року.

## Цікаві факти
- Фільм знятий за мотивами роману Кассандри Клер «Місто кісток» (City of Bones, 2007).
- Режисером проекту міг стати Скотт Чарльз Стюарт.
- Спочатку роль Джейса Вейланда була запропонована Алексу Петтіферу, але він відмовився.
- Крім Джеймі Кемпбелла Бовера, претендентами на роль Джейса Вейленда були Олександр Людвіг, Едвард Спелерс, Завьер Семюел, Ніко Торторелла, Макс Айронс, Дуглас Бут і Бенджамін Стоун.
- Крім Роберта Шіена, претендентами на роль Саймона Люіса були Логан Лерман, Аарон Тейлор-Джонсон, Ашер Бук і Картер Дженкінс.
- Голос Годфрі Гао, виконував роль Магнуса Бейна, був продубльований після зйомок.